# Gundišápúr
Gundišápúr (také psáno Gundéšápúr, Gondeshapur a mnoha jinými podobnými způsoby, syrsky Béth Lapat) bylo město na území dnešního jihozápadního Íránu, za Šápúra II. hlavní město perské říše. Jeho ruiny se nacházejí v dnešní oblasti Chúzistán nedaleko řeky Karún. Bylo intelektuálním centrem sásánovské říše (224-651 n. l.) a sídlem známé Gundišápúrské akademie. Bylo rovněž sídlem metropolitní arcidiecéze církve Východu, doložené od 3. století.

## Dějiny
Gundišápúr byl založen v roce 271 šáhem Šápúrem I. (241-272), který mu dal své jméno (název města persky znamená Šápúrova pevnost). Šápúr I. porazil římskou armádu císaře Valeriana. Zajati byli nejen vojáci, ale také inženýři a lékaři, kteří pak byli donuceni postavit nové město (budovy, mosty, hráze). Jak je uvedeno v Seertské kronice, první obyvatelé byli deportováni z Mezopotámie (byli to syrští křesťané). Vysoké duchovenstvo, počínaje biskupem Demetrianem, bylo vzato z Antiochie, biskupského sídla mezopotámských křesťanů.
Několik let po založení města byl v tomto regionu uvězněn a popraven manichejský prorok Mání (276). Není jisté, že zemřel v Gundišápúru, ale rozsudek smrti byl jistě vynesen v tomto městě, protože to bylo provinční sídlo královského soudu.
Šápúr II. (309-379) učinil Gundišápúr svým hlavním městem.
Ještě v 7. století město obývali převážně syrští křesťané. Sásánovská dynastie podlehla útokům muslimských vojsk v roce 638. Akademie však přežila změnu pánů a ještě po mnoho staletí působila jako islámská instituce vyššího vzdělání. Později jí konkurovala kulturní instituce založená abbásovským chalífou z Bagdádu Hárúnem al-Rašídem, významně rozšířená jeho synem al-Maʾmúnem v roce 832: slavný Bajt al-Ḥikma, „Dům moudrosti“. Tam ovšem byly metody Gundišápúru napodobovány a Dům moudrosti byl svěřen absolventům staré gundišápúrské akademie.
Význam Gundišápúru postupně upadal. Spisovatel a geograf z 10. století al-Mukaddasí, citovaný učencem Guyem Le Strangeem, již popisuje město v úpadku. Dnes z Gundišápúru zbývají pouze ruiny.

## Gundišápúrská akademie
Gundišápúr byl sídlem jedné z nejznámějších nemocnic starověku a k ní náležející lékařské školy, jejíž součástí byla také knihovna. Instituci založili učenci, kteří pocházeli z Mezopotámie a Edesské školy, tedy Syřané.
Akademie zahrnovala dvě fakulty (filosofickou a lékařskou), nemocnici (považovanou za nejstarší známou univerzitní nemocnici), knihovnu a astronomickou observatoř. Učitelský sbor se dobře orientoval nejen v zoroastrovských a perských tradicích, ale vyučoval také řečtinu a indické jazyky. Podle historiků byl 6. a 7. století Íránský Cambridge nejdůležitějším lékařským centrem starověkého světa (definovaného jako území zahrnující Evropu, Středomoří a Blízký východ).